# Saint-Lumine-de-Coutais
Saint-Lumine-de-Coutais település Franciaországban, Loire-Atlantique megyében. Lakosainak száma 2390 fő (2022. január 1.). Saint-Lumine-de-Coutais Machecoul-Saint-Même, Saint-Mars-de-Coutais és Saint-Philbert-de-Grand-Lieu községekkel határos.

## Népesség
A település népessége az elmúlt években az alábbi módon változott:
| Lakosok száma | 954  | 1080 | 1175 | 1742 | 2013 | 2114 | 2162 | 2229 | 2278 | 2390 |
|               | 1968 | 1982 | 1990 | 2006 | 2013 | 2015 | 2017 | 2019 | 2020 | 2022 |